# N. U. - Nettezza urbana
N. U. - Nettezza urbana è un documentario di Michelangelo Antonioni del 1948.

## Trama
Antonioni segue la vita degli spazzini della città di Roma. In un'alternanza di associazioni libere e allusive, il regista tenta di ritrovare il rapporto che lega il lavoro con l'ambiente urbano.

## Riconoscimenti
- 1948 - Nastro d'argento
  - Miglior documentario